# Cerro de la Cruz (Chontla)
El cerro de la Cruz es una loma de aproximadamente 120 metros desde la base hasta la cima, ubicada aproximadamente a 2.4 km al sureste de Chontla, Veracruz.
El cerro de la Cruz es visitado tradicionalmente el día 3 de mayo de cada año, en donde hacen una misa en honor al día del albañil.
- Datos: Q5763376